# Goniopteroloba fuscata
Goniopteroloba fuscata là một loài bướm đêm trong họ Geometridae.